# Reuzenmier (fabeldier)
Reuzenmieren zijn fabeldieren die in de woestijn zouden leven. De koning van Perzië zou een paar reuzenmieren in zijn bezit gehad hebben, aan hem geschonken door jagers. De huid van de mieren zou op die van luipaarden lijken. Van Griekenland tot China zijn er legenden over mieren die schatten bewaken, en een oude Chinese dichter schreef over rode mieren zo groot als olifanten.
Op een hoogvlakte in de afgelegen bergen van Noord-India graven reuzenmieren, soms zo groot als een buldog, goud op en beschermen het met hun leven. Wie het wil stelen, wordt geroken door de reuzenmieren en al gauw onder hen bedolven. Indringers worden verjaagd of opgegeten. Het goud kan alleen gestolen worden met een list. De Indiërs trekken het gebied in op het heetst van de dag, als de mieren diep in hun nest zitten. Elke man rijdt op een vrouwelijke kameel met een mannetje aan weerszijden. Bij de schat aangekomen vullen ze hun zakken met het goud, en vluchten dan halsoverkop voor de mieren. De mannetjeskamelen hebben een slechtere conditie, raken achterop en worden verslonden, maar de vrouwtjes snellen terug naar hun jongen. Aldus de historicus Herodotus. 
Een andere list om het goud van de reuzenmieren te pakken te krijgen, is het vlees van wilde dieren over het zand uit te gooien. De mieren ruiken het en gaan ernaar op zoek, zodat de menselijke indringers in alle rust de schat kunnen plunderen. 
Volgens anderen waren het geen mieren die het goud bewaken, maar marmotten; het Perzische woord voor marmot betekent letterlijk "bergmier". Ook wordt gesteld dat de mieren eigenlijk Tibetaanse mijnwerkers zijn.